# أ. جاي شيبرد
أ. جاي شيبرد (بالإنجليزية: A. J. Shepherd)‏ هو مهندس أمريكي، ولد في 11 يونيو 1926، وتوفي في 8 مايو 2005.